# برنارد فولر
برنارد فولر (بالإنجليزية: Bernard Fowler)‏ هو مغن مؤلف ومغني وعازف قيثارة أمريكي، ولد في 2 يناير 1960 في نيويورك في الولايات المتحدة.

## وصلات خارجية
- الموقع الرسمي
- برنارد فولر على موقع IMDb (الإنجليزية)
- برنارد فولر على موقع ميوزك برينز (الإنجليزية)
- برنارد فولر على موقع أول ميوزيك (الإنجليزية)
- برنارد فولر على موقع ديسكوغز (الإنجليزية)
- برنارد فولر على موقع قاعدة بيانات الفيلم (الإنجليزية)